# Записки врача (Дюма)
«Записки врача» (фр. Mémoires d'un médecin) — цикл из четырёх историко-приключенческих романов французского писателя Александра Дюма-отца, опубликованных в 1846—1856 годах и повествующих о Великой французской революции и последних годах правления Людовика XVI и Марии-Антуанетты. В тетралогию входят следующие романы:
- «Жозеф Бальзамо» (1846—1848)
- «Ожерелье королевы» (1849—1850)
- «Анж Питу» (1851)
- «Графиня де Шарни» (1852—1856)

Роман «Шевалье де Мезон-Руж» (1845—1846) продолжает повествование цикла, но не является частью «Записок».

## Основные темы
Главными героями цикла выступают: международный авантюрист граф Калиостро (он же Джузеппе Бальзамо, во французском произношении — Жозе́ф Бальзамо́, он же граф Феникс), известный как искусный врач, чародей и т. д.; представитель третьего сословия Жильбер, юноша редких достоинств, стремящийся к образованности, ставший учеником Калиостро, а со временем — врачом дома Людовика XVI; члены семьи барона Таверне, с которой был первоначально связан Жильбер, безответно влюблённый в дочь барона — Андреа, приходящуюся ему молочной сестрой и не замечающую молодого человека из-за сословных предрассудков. 
Одну из основных тем цикла представляют собой интриги Калиостро. В романе «Жозеф Бальзамо», открывающем тетралогию, заглавный герой на встрече со своими собратьями-масонами решает уничтожить французскую монархию; в том же произведении он использует в своих целях графиню Дюбарри, любовницу Людовика XV. В «Ожерелье королевы» способствует скандалу с ожерельем, который вызывает всеобщую неприязнь к Марии-Антуанетте. Калиостро предсказывает якобинскую диктатуру и террор (как в «Ожерелье королевы», так и в «Графине де Шарни»); по его совету в конце «Графини де Шарни» главные герои (в том числе Жильбер, ставший членом Конвента) эмигрируют в Америку.